# فلاحت مظفری
فلاحت مظفری – به مفهوم امروزی – سرآغاز مجله‌نگاری در ایران است.

## مجله در ایران
با توجه به تعریف مجله، در ۶۵ سال نخست عمر مطبوعات در ایران، نشریه‌ای در شکل مجله در این کشور منتشر نشده‌است. از کتابخانهٔ خلاصه الاخبار چاپی تاکنون نسخه‌ای به دست نیامده‌است. بدون احتساب این عنوان که از شکل و محتوایش بی‌خبریم و عنوان‌هایی که شاید بعدها به دست آیند، می‌توان نوشت در عهد محمدشاه قاجار و ناصرالدین‌شاه قاجار مجله – با تعریف ارائه شده – در ایران منتشر نشده‌است.
روزنامهٔ علمیهٔ دولت علیهٔ ایران، روزنامهٔ ملتی، روزنامهٔ نظامی، روزنامهٔ علمی، مریخ و چند نشریهٔ دیگر تا حدودی از نظر محتوا و ترتیب انتشار مجله‌اند، اما از نظر شکل مجله محسوب نمی‌شوند. مراد از شکل نیز فقط قطع نیست. روزنامهٔ اردوی همایون و ورقهٔ ماه مدرسهٔ دارالفنون تبریز تقریباً قطع رقعی دارند، اما مجله به حساب نمی‌آیند. نخستین نشریهٔ ادواری مجلد ایران که خصوصیات مجله را داشت سالنامهٔ ایران ۱۲۹۰ است که از نظر ترتیب انتشار مجله محسوب نمی‌شود.

## فلاحت مظفری
در جمادی‌الاول ۱۳۱۸ ق. برابر با اوت ۱۹۰۰ م. در تهران از سوی ادارهٔ کل فلاحت مجله‌ای با قطع ۲۱۱×۱۶۶۵ با عنوان فلاحت مظفری منتشر شد. بر روی جلد شمارهٔ اول این مجله که نخستین نشریهٔ اختصاصی کشاورزی ایران است، آورده‌اند:
«صاحب امتیاز [مهدی] فخیم السلطنه، رئیس و مدیر کل فلاحت ممالک محروسه‌است، مسیو داشر، مدیر و مهندس زارعت [نیز] بعضی مقالات را می‌دهد، محل رجوع چهارراه مخبرالدوله در ادارهٔ مرکزی کل فلاحت است. وجه اشتراک سالیانهٔ طهران ۱۸ قران، داخلهٔ ایران ۲۰ قران، اروپ و آمریک ۱۴ فرانک، تمام عثمانی سه مجیدی، قفقاز و روسیه شش منات، هند و افغانستان ۹ روپیه [و] اجرت پست همه‌جا به عهدهٔ اداره‌است» و «از کلیهٔ علوم فلاحت و فواید عامه و مقالات سودمند دیگر و اخبار رسمی راجع به امور فلاحت سخن می‌گوید. مقالات نافعه به حال دولت و ملت و راجع به فلاحت و فواید عامه را با کمال امتنان می‌پذیرد و نشر می‌نماید، مراسلاتی که به اداره می‌رسد، در صورت انتشار و عدم آن صاحبش حق استرداد ندارد. پاکت‌های بیتمبر قبول نمی‌شود. ماهی دو بار در غره و پانزدهم طبع و تقسیم می‌شود.»
اگرچه نوشته شده‌است «ماهی دوبار» ولی انتشار این مجله با وقفه همراه بوده‌است. به عنوان مثال، فاصلهٔ انتشار شماره‌های یک و دو به یک ماه می‌رسد که علت این وقفه در مقدمهٔ شماره دوم «غفلت امنای دارالطباعه» ذکر شده‌است و در صفحات آغازین شمارهٔ سوم نیز در این باره می‌نویسند:
از اول چنان مقرر شده بود که ماهی دوبار [این مجله] به حروف سربی طبع و انتشار یابد. امنای دارالطباعهٔ سربی [...] از عهد برنیامده و نتوانستند [مجله] را به‌وقت برسانند، از آن رو [چاپ مجله] به تأخیر افتاد، لهذا طبع [مجله] را به حروف سربی موقوف کرده، قرار دادیم که بعد از این [مجله] را به خط نستعلیق نوشته به مطبعهٔ سنگی چاپ کرده ماهی دوبار انتشار دهیم. از مشترکین عظام اعتذار می‌کنیم که به سبب تأخیرات واقعه ما را خورده نگیرند که تخلف از امنای مطبعهٔ سربی بود.
هدف از انتشار این مجله در مقدمهٔ نخستین شماره این‌گونه نوشته شده‌است:
فلاحت مظفری که برای تعمیم علوم و اصلاح اعمال زارعت و فلاحت و مزید اطلاع و علم عموم اهالی نگاشته و منتشر می‌شود، برای رجال مردمانی که شایق آبادی مملکت و طالب ترقی زراعت هستند، بدواً دو نمره مجاناً فرستاده می‌شود، هر کس طالب باشد، قیمت آبونه و وجه اشتراک شش‌ماههٔ آن را که در حقیقت کم و غیرقابل است، نقد همراهی کارسازی فرمایند و شش‌ماههٔ ثانی را پس از شش ماه دیگر لطف خواهند کرد.

ادارهٔ مبالغ کلی برای ایجاد و تأسیس این [مجله] خرج کرده و محض این‌که همه‌کس بتواند آبونه بشود وجه اشتراک آن خیلی نازل قرار داده شد که اسباب تسهیل انتشار و انتفاع عامه باشد [...] البته همه می‌دانند که این اولین [مجله‌ی] فلاحت است که در ایران ایجاد شده و ترتیب و نگارش این‌چنین [مجله] آسان است. لهذا اگر مشترکین فخام در نمره‌های اول نقصانی ببینند، خورده نگیرند که ان‌شاءا... به مرور تکمیل و بهتر خواهد شد.

## محتوا
فهرست مطالب شمارهٔ یک مجله به این شرح است: «اخطار مخصوص»، «تمنا»، «اخبار رسمی»، «مقدمه در بنای ادارهٔ کل فلاحت»، «گندم (مقاله‌ای است که مسیو داشر داده‌است)»، «اطلاعاتی که باید زارع داشته باشد»، «اعلان»، «تعرفهٔ نرخ اجناس» و مطالب دیگر.
در شمارهٔ دوم مجله نیز این مطالب آمده‌است: «اعتذار»، «اخطار مخصوص»، «تمنا»، «اخبار رسمی»، «اداره کل فلاحت»، «امر خیر و اقدام در آبادی»، «اطلاعات زارع»، «گندم»، «اعلانات»، «تعرفهٔ نرخ اجناس فلاحتی در بازار.»
در شمارهٔ سوم افزون بر مطالبی از این دست، آگهی نمایندگی یک شرکت هلندی در ایران برای فروش ماشین‌آلات کشاورزی درج شده‌است که دفتر آن در لاله‌زار طهران بوده‌است.
شمارهٔ پنجم مجله با چهار شمارهٔ نخست تفاوت‌هایی دارد. در سرمقالهٔ این شماره در صفحهٔ نخست می‌خوانیم:
ادارهٔ مرکزی کل فلاحت برحسب موقع و لزوم انتشار این اخبارنامه را خواهد نمود. در این [مجله] جز فلاحت و علوم متعلقه به آن و رصد کاینات جویه که در خود مدرسه فلاحت شاهنشاهی گرفته می‌شود و قیمت نرخ اجناس مختلفه دارالخلافه طهران از چیز دیگر سخن نمی‌گوید [مجله] یا انتشارات فلاحتی که به توسط ادارهٔ مرکزی کل فلاحت طبع می‌شود، مجانی است. فراش و آورنده آن‌ها حق مطالبه انعام و پول چای ندارند. اشخاصی که ملاحظات در باب سن نموده‌اند [...] از کجا می‌آ یند، موقع آمدنشان کی است، چه وقت تخم می‌کنند، چه وقت عزیمت می‌کنند و چه وقت دوباره می‌آیند، مرحمت فرموده اداره را از نتایج ملاحظات خود کتباً مطلع سازند، خطاب به رئیس کل فلاحت ممالکت محروسه...
از دیگر نکات قابل ذکر در معرفی این مجله این است که شماره‌های دوازدهم و سیزدهم آن در یک مجلد چاپ و منتشر شده‌است. دیگر این‌که در شمارهٔ نوزدهم این مجله می‌خوانیم:
در سال اول [...] فلاحت مظفری فقط پنج نمره چاپ شد و آن نمرات در دست نیست و تمام شده، در سال دوم که تا اول میزان قوی ئیل باشد، ۱۲ نمره چاپ و توزیع گردید، ولی تاکنون مشترکین عظام وجه ناقابل آن که در سال شش قران است، چه در طهران و چه در ولایات نپرداخته‌اند. امیدوار است که این جزئی وجه را که پول کاغذ و پست نمی‌شود، زودتر بپردازند و از اول میزان که اول سال فلاحتی است، شروع به نمرهٔ ۱۸ که نمرهٔ اول سال سوم است، نموده و برای عموم مشترکین سابق فرستاده خواهد شد، ولی مستدعی است که اگر میل به دادن شش قران که پول چاپ گراور این [مجله] است، ندارند تمام ۱۲ نمره را با قبض اداره به فراش مسترد سازند تا به مشترکین جدید دیگر که طالب آن ۱۲ نمره سال دومند داده شود و اگر کسر نمره دارند یا [مجله] غیرمنظم به آن‌ها رسیده مرقوم فرمایند تا از فراش مواخذه شود. امید است ان‌شاءا... دریغ نخواهند فرمود، ولی در سال آتیه، بلکه در همین ماه شوال اقدام فرمایند و الا پس از ماه شوال اگر بفرستند بی‌فایده و بی‌اثر خواهد بود.

—مهدی، معاون ادارهٔ فلاحت

## پی‌نوشت
1. ↑  قاسمی، «سرآغاز مجله‌نگاری در ایران»، روزنامهٔ اعتماد ملی، ۹.
2. ↑  قاسمی، «سرآغاز مجله‌نگاری در ایران»، روزنامهٔ اعتماد ملی، ۹.
3. ↑  قاسمی، «سرآغاز مجله‌نگاری در ایران»، روزنامهٔ اعتماد ملی، ۹ (پی‌نوشت).
4. ↑  قاسمی، «سرآغاز مجله‌نگاری در ایران»، روزنامهٔ اعتماد ملی، ۹.
5. ↑  قاسمی، «سرآغاز مجله‌نگاری در ایران»، روزنامهٔ اعتماد ملی، ۹.
6. ↑  فخیم‌السلطنه، فلاحت مظفری، روی جلد.
7. ↑  فخیم‌السلطنه، فلاحت مظفری، مقدمه.
8. ↑  فخیم‌السلطنه، فلاحت مظفری، مقدمه.
9. ↑  قاسمی، تاریخ روزنامه‌نگاری ایران، ۱۴۸۸۱۵۲.
10. ↑  فخیم‌السلطنه، «سرمقاله»، فلاحت مظفری، ۵:‎ ۱.
11. ↑  فخیم‌السلطنه، فلاحت مظفری، ۱۹:‎ ۲۹۲.